# 기원전 72년

## 연호
- 전한(前漢) 본시(本始) 2년

## 기년
- 전한(前漢) 선제(宣帝) 2년